# Moekyun@Movie
Moekyun@Movie (jap. 萌えキュン＠MOVIE Akihabara Trilogy) – japońska seria filmów rozgrywających się w tokijskiej dzielnicy Akihabara. Fabuła filmów obraca się wokół cosplayu i subkultury otaku związanej z Akihabarą, w tym kawiarenek z pokojówkami i kolekcjonerów figurek.

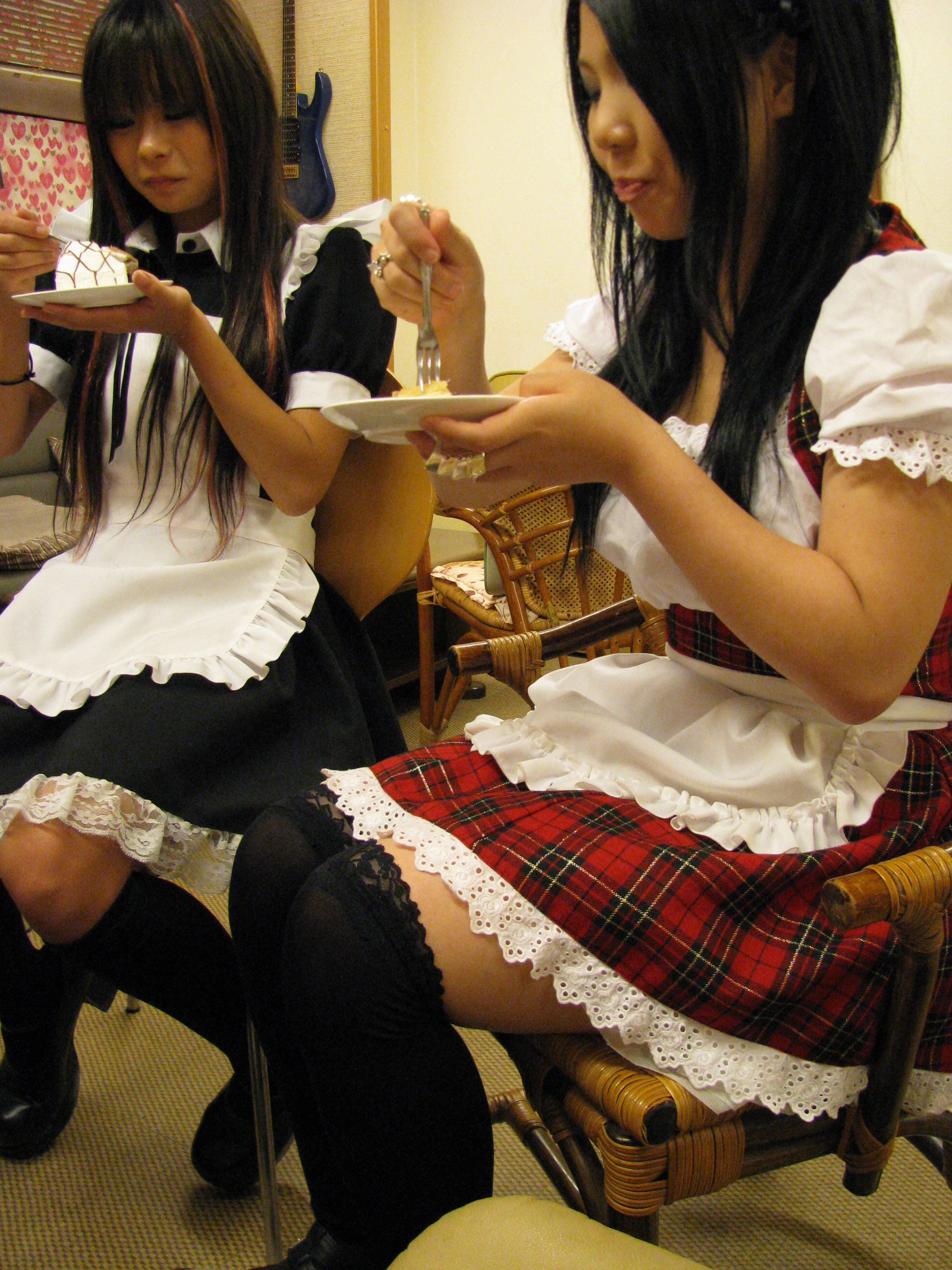
Prawdziwe kawiarenki z pokojówkami, takie jak ta na zdjęciu, były inspiracją dla trylogii.

Seria została wyprodukowana przez VAP, a trylogia została wydana na DVD w Stanach Zjednoczonych przez dystrybutora Asian Pulp Cinema.

## Filmy z trylogii
| Rok  | Oryginalny tytuł       | Rōmaji                 | Reżyser          |
| ---- | ---------------------- | ---------------------- | ---------------- |
| 2006 | 猫耳少女キキ           | Nekomimi Shōjo Kiki    | Akiyoshi Sugiura |
| 2006 | 聖・美少女フィギュア伝 | Sei Bishōjo Figyua Den | Toshiro Goto     |
| 2006 | 恋するメイドカフェ     | Koisuru Maid Cafe      | Akiyoshi Sugiura |